# Włodzimierz Sadalski
Włodzimierz Sadalski (ur. 29 sierpnia 1949 w Poznaniu) – polski siatkarz, mistrz świata z Meksyku (1974) i mistrz olimpijski z Montrealu (1976), siatkarz Płomienia Milowice, trener reprezentacji Finlandii.

## Życiorys
Ukończył technikum łączności. Siatkarz AZS Poznań, warszawskiej Skry (1966–1974) i Płomienia Milowice (1975–1979) z którym obok dwóch tytułów mistrza Polski (1977, 1979) i dwóch wicemistrza kraju (1975, 1976) zdobył także Puchar Europy Mistrzów Krajowych w sezonie 1977/78, a w sezonie następnym (1978/79) – 3 m. 
186-krotny reprezentant Polski (1970–1977). Był zmiennikiem w Meksyku i drugim rozgrywającym (I był Wiesław Gawłowski) w Montrealu. Mistrz świata z Meksyku (1974), dwukrotny srebrny medalista ME z Belgradu (1975) i Helsinek (1977). Po zakończeniu kariery reprezentacyjnej w kraju wyjechał do Finlandii, gdzie występował w klubach fińskich: Tiikerit Kokkola i Yliviskan Kuula, a potem został szkoleniowcem reprezentacji tego kraju (1987–1992, m.in. 8 m. na ME 1991).
Obecnie jest dyrektorem Pionu Sportu i Szkolenia PZPS.
Odznaczony dwukrotnie Złotym Medalem za Wybitne Osiągnięcia Sportowe oraz Złotym Krzyżem Zasługi.